# Cerro Cóndor
Cerro Cóndor (en idioma galés: Craig yr Eryr) es una localidad y aldea escolar argentina del departamento Paso de Indios, en la provincia del Chubut, Argentina. Fundada por Zenón Farías, la localidad se encuentra al norte de la localidad de Paso de Indios a través de la RP 12. La escuela rural N.º 31 cuenta con un pequeño museo.
El primer poblador de la zona fue Zenon Farias, quien fue fundador y cedió las tierras para la construcción de la Aldea Escolar de Cerro Cóndor.

## Paleontología
El lugar está rodeado de yacimientos fosilíferos sumamente importantes, no sólo a nivel regional sino también mundial como las formaciones Cañadón Asfalto y Cañadón Calcáreo. El Patagosaurus fariasi, vivió en el Jurásico medio hace 165 millones de años. Su esqueleto, prácticamente entero, con excepción del cráneo fue hallado en el Cerro Cóndor, provincia del Chubut.
Medía 15 metros de largo y tenía un cuello largo que le permitía alimentarse de las copas de los árboles.
Se lo puede observar en el Museo Argentino de Ciencias Naturales Bernardino Rivadavia en la ciudad de Buenos Aires. Descubierto por: Ricardo Farias (hijo de Zenón Farías y Carmen Ocares).
El ejemplar fue estudiado por el Dr. José F. Bonaparte del Museo Argentino de Ciencias Naturales de Buenos Aires en 1979, y posteriormente por Rodolfo Coria, paleontólogo del Museo Carmen Funes de plaza Huincul. Procede del período Jurásico medio (165 millones de años).
En 1979 fueron encontrados restos de un espécimen único de Piatnitzkysaurus y también se han encontrado algunos ejemplares de Condorraptor. En 2009, se encontraron restos de Eoabelisaurus en sus cercanías.

## Población
Contó con 67 habitantes (Indec, 2010), lo que representó un descenso del 19,2% frente a los 83 habitantes (Indec, 2001) del censo anterior.
El censo 2022 registró una población de 43 habitantes que se repartieron entre 23 hombres y 20 mujeres. Sin embargo, las cifras obtenidas fueron estimativas solo teniendo en cuenta a la población en viviendas particulares; es decir, excluyendo del dato a la población institucional y las personas sin hogar. Gracias a este censo también fue posible conocer su densidad y tamaño urbano.